# ویلیام زاکاریاسن
فردریک ویلیام هولدر زاکاریاسن (به نروژی: Fredrik William Houlder Zachariasen) (۵ فوریه ۱۹۰۶ - ۲۴ دسامبر ۱۹۷۹) ژئوشیمیدان و فیزیکدان نروژی بود.

## زندگی
زاکاریاسن در لانگسوند نروژ متولد شد. در سال ۱۹۲۳ در ۱۷ سالگی وارد دانشگاه اسلو شد. ۵ سال بعد دورهٔ دکتری خود را تحت نظر گلداسمیت شروع کرد. زاکاریاسن پس از اتمام دوره دکتری به عنوان استادیار در دانشگاه اسلو استخدام شد . وی در سال ۱۹۲۸-۲۹ بورس فوق‌دکتری از آزمایشگاه براگ دریافت کرد.
او در سال ۱۹۴۱ به تابعیت ایالات متحده درآمد و در آزمایشگاه متالورژی پروژه منهتن در دانشگاه شیکاگو مشغول به کار شد. نتایج تحقیقات وی در پروژه طبقه‌بندی شده بود. انتشار آزاد نتایج تحقیقات از سال ۱۹۴۸ آغاز گشت. او نتایج تحقیقات پراش اشعه ایکس خود بر روی مقادیر بسیار اندک مواد رادیواکتیو عناصر گروه 5f را در قالب ۲۵ مقاله علمی در مجله اکتا کریستالوگرافیکا با نام «مطالعات شیمیایی بلوری بر روی عناصر گروه ‏5f»‏ ‎‎ منتشر کرد.
وی در ۲۴ دسامبر ۱۹۷۹ در سانتا فه درگذشت.

## مقالات علمی
زاکاریاسن اولین مقاله خود را در سال ۱۹۲۵ و آخرین مقاله را در سال ۱۹۸۰ منتشر کرد. وی تنها نویسنده بیش از دوسوم ۲۰۳ مقاله خود بود. وی در زمینه‌های بسیاری از قبیل هندسه ساختاری، خصوصیات پیوندی، فیزیک بلورها و ... مقاله منتشر کرده است.
مقاله وی با نام «چینش اتمی در شیشه‌ها» در سال ۱۹۳۲ در مورد تئوری شیشه‌سازی (معروف به تئوری شبکه نامنظم)  و همچنین کتاب «تئوری پراش اشعه ایکس در بلورها»  منتشر شده در سال ۱۹۴۵ از آثار معروف وی به شمار می‌روند.